# The Mothman Prophecies (phim)
The Mothman Prophecies là bộ phim kinh dị-huyền bí siêu nhiên của Mỹ năm 2002 do Mark Pellington đạo diễn và có sự tham gia diễn xuất của Richard Gere và Laura Linney. Dựa trên cuốn sách cùng tên năm 1975 của nhà cận tâm lý học và tác giả Fortean John Keel, kịch bản do Richard Hatem chấp bút.
Câu chuyện kể về một phóng viên nghiên cứu truyền thuyết Người bướm tên là John Klein (Gere). Vẫn còn chấn động trước cái chết của vợ mình hai năm trước đó vì bệnh u nguyên bào thần kinh đệm, Klein được cử đi đưa tin về một bản tin và khó mà giải thích được rằng mình đang ở Point Pleasant, West Virginia, nơi người ta đã nhìn thấy một sinh vật bất thường và các hiện tượng bí ẩn khác. Khi Klein ngày càng bị các thế lực bí ẩn lôi cuốn tại nơi làm việc, anh hy vọng họ có thể kết nối anh với vợ mình, trong khi cảnh sát trưởng địa phương (Linney) lo ngại về những nỗi ám ảnh của anh.
Bộ phim này tuyên bố dựa trên các sự kiện có thật xảy ra từ tháng 11 năm 1966 đến tháng 12 năm 1967 tại Point Pleasant, đúng như Keel mô tả. Phim được quay ở Pittsburgh và Kittanning, Pennsylvania, và được phát hành với nhiều ý kiến trái chiều, mặc dù đây là một thành công về mặt doanh thu phòng vé và từ đó đã thu hút được một lượng lớn tín đồ hâm mộ.

## Cốt truyện
Nhà báo viết chuyên mục cho tờ Washington Post tên là John Klein và vợ anh ta là Mary dính vào một vụ tai nạn xe hơi khi Mary lái xe để tránh một bóng đen khổng lồ đang bay mà chỉ mình cô chứng kiến. John sống sót sau vụ va chạm mà không bị thương, nhưng Mary phải nhập viện. Tại đây, cô được chẩn đoán mắc một khối u não không liên quan và qua đời ngay sau đó. John phát hiện ra cuốn sổ tay phác thảo của vợ mình gồm những bức vẽ đáng sợ về một sinh vật "giống bướm đêm" với đôi mắt đỏ mà cô đã vẽ đi vẽ lại khi nằm viện.
Hai năm sau, khi đang lái xe lúc nửa đêm từ Washington, D.C. đến Richmond, Virginia, xe của anh bị hỏng và anh đành phải đi bộ đến một ngôi nhà gần đó để nhờ giúp đỡ. Chủ nhà Gordon Smallwood, phản ứng dữ dội trước sự xuất hiện của John và kê nòng súng giữ anh lại. Cảnh sát trưởng địa phương Connie Mills xoa dịu tình hình trong khi Gordon tuyên bố rằng đây là đêm thứ ba liên tiếp John gõ cửa nhà mình vào lúc 2 giờ 30 sáng để đòi dùng điện thoại. Connie và John cố gắng giải thích những sự kiện này. John đăng ký nhận phòng tại một nhà nghỉ địa phương và phát hiện ra rằng anh ta đang ở Point Pleasant, West Virginia, ngay bên kia ranh giới bang Ohio, cách xa lộ trình riêng của mình hàng trăm dặm và đã di chuyển quãng đường đó nhanh đến mức không thể tưởng tượng nổi. John suy nghĩ làm thế nào mà mình lại đi xa đích đến ban đầu đến vậy.
Connie tiết lộ với John rằng nhiều điều kỳ lạ đã xảy ra trong vài tuần qua và mọi người cho biết họ tận mắt chứng kiến một sinh vật có cánh lớn y như con bướm đêm khổng lồ với đôi mắt đỏ, với một số nhân chứng đã vẽ ra sinh vật này giống với bản vẽ của Mary. Cô ấy cũng kể cho anh ấy nghe về một giấc mơ kỳ lạ mà cô ấy đã có, trong đó cô ấy nói những lời "Dậy đi, Số 37" khi cô ấy trôi dạt trên vùng nước rộng mở. Trong cuộc trò chuyện với Gordon, anh ta tiết lộ với John rằng anh ta đã nghe thấy giọng nói phát ra từ bồn rửa chén trong nhà, bảo với anh ta rằng, ở Denver, "99 người sẽ chết". Trong khi thảo luận về các sự kiện trong ngày tại một quán ăn địa phương, John nhận thấy rằng bản tin đang chiếu câu chuyện về một vụ tai nạn máy bay ở Denver khiến tất cả 99 hành khách và phi hành đoàn trên máy bay thiệt mạng.
Đêm hôm sau, Gordon điên cuồng giải thích rằng giọng nói trong đầu anh phát ra từ một người tên là Indrid Cold. Thế rồi, Gordon bèn gọi điện cho John và nói rằng anh ấy đang đứng cạnh Indrid Cold. Trong khi John giữ liên lạc với Cold, Connie kiểm tra Gordon. Cold cung cấp cho John thông tin chi tiết về đời sống của mình mà chỉ anh ấy biết và John dò la Cold bằng những câu hỏi mà chỉ ai đó ở cùng phòng mới có thể trả lời đúng, Cold trả lời đúng y như vậy. John tin chắc rằng Cold là sinh vật siêu nhiên. Trong lúc đó, Connie tới đập cửa nhà Gordon. Gordon ngái ngủ trả lời và cho biết mình đã nằm trên giường suốt hàng giờ đồng hồ.
Sự kiện đặc biệt này làm tăng thêm một chuỗi các cuộc gọi siêu nhiên từ Cold đến phòng trọ của John. Một người nói với anh rằng sẽ có một thảm kịch lớn trên sông Ohio. Sau đó, John bất chợt nhận được một cuộc gọi khó hiểu từ Gordon và chạy đến nhà anh ta kiểm tra thử xem. Anh ta tìm thấy Gordon ở bên ngoài, đã chết vì chứng hạ thân nhiệt, mặc dù cảnh sát ước tính rằng anh ta đã chết vài giờ trước khi gọi cho John.
John bị ám ảnh bởi truyền thuyết "Người bướm" ở địa phương khi một số thông điệp và sự hiện hình bắt chước Mary, và anh đành sắp xếp mọi việc để tới gặp một chuyên gia về chủ đề này tên là Alexander Leek. Leek giải thích bản chất bí ẩn của nó và ngăn cản John dính líu sâu hơn, cảnh báo anh rằng cố gắng ngăn chặn các sự kiện được dự đoán là vô ích. Tuy nhiên, khi John biết rằng vị thống đốc dự định đi tham quan một nhà máy hóa chất nằm trên sông Ohio vào ngày hôm sau, anh tin chắc rằng thảm kịch sẽ xảy ra ở đó. Connie và vị thống đốc phớt lờ những lời cảnh báo của John và không có gì xảy ra trong chuyến tham quan.
Ngay lúc này, John nhận được một lá thư bí ẩn hướng dẫn anh chờ cuộc gọi từ người vợ quá cố Mary ở Georgetown vào đêm Giáng Sinh. Anh trở về nhà để chờ cuộc gọi của Mary. Vào đêm Giáng Sinh, Connie gọi điện cho John để thuyết phục anh bỏ qua cuộc điện thoại từ "Mary", quay trở lại Point Pleasant rồi cùng cô và gia đình ăn tối đêm Giáng Sinh. Cô ấy nói rằng anh ta không nên ở một mình vào đêm đó vì "không thể nào như vậy được", sau đó kết thúc cuộc gọi cho phép John đưa ra quyết định của mình. Dù đau khổ nhưng John nhận ra nỗi ám ảnh đang cô lập anh, và quyết định quay trở lại Point Pleasant để trải qua kỳ nghỉ với Connie.
Khi John vừa đặt chân đến cầu Silver, đèn giao thông bị trục trặc khiến giao thông trên cầu bị tắc nghẽn. Nghe thấy tiếng bu lông và trụ đỡ của cây cầu quá tải đang căng ra, John nhận ra rằng thảm kịch được tiên tri trên sông Ohio là về cây cầu này chứ không phải nhà máy điện. Cây cầu bị gãy và khi nó sụp đổ, chiếc xe Jeep của Connie liền rơi xuống nước. John bèn nhảy theo Connie và kéo cô lên khỏi bờ sông đến nơi an toàn. Khi cả hai ngồi ở phía sau xe cấp cứu, họ được thông báo rằng 36 người đã thiệt mạng. Điều đó khiến Connie trở thành "số 37" hệt như trong giấc mơ của cô.
Bộ phim kết thúc với tuyên bố rằng nguyên nhân vụ sập cầu chưa bao giờ được xác định đầy đủ và mặc dù Người bướm đã được nhìn thấy ở những nơi khác trên thế giới nhưng chẳng có ai chứng kiến sinh vật này hiện diện lần nữa ở Point Pleasant.

## Diễn viên
- Richard Gere vai John Klein
- Laura Linney vai Connie Mills
- Will Patton vai Gordon Smallwood
- Debra Messing vai Mary Klein

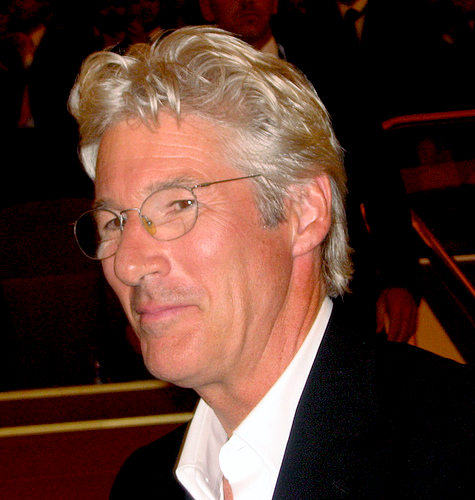
Nam diễn viên chính Richard Gere đóng vai nhân vật chính John Klein.

- Lucinda Jenney vai Denise Smallwood
- Alan Bates vai Alexander Leek
- David Eigenberg vai Ed Fleischman
- Bob Tracey vai Cyrus Bills
- Bill Laing vai Indrid Cold
- Mark Pellington vai Bartender/Indrid Cold (lồng tiếng)

## Chủ đề và diễn giải

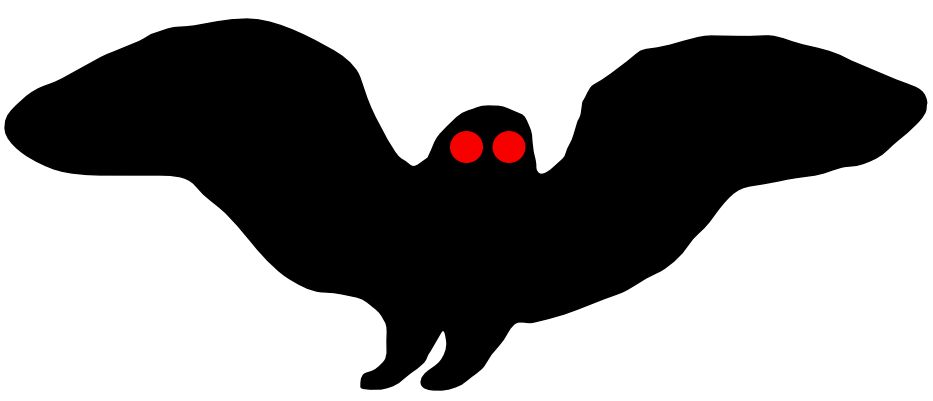
Giới phê bình phim cho rằng việc miêu tả Người bướm trong phim là ma quỷ.

Nhà văn Paul Meehan đánh giá lời giải thích của bộ phim về Người bướm là một "sự nhầm lẫn giữa khoa học viễn tưởng và quỷ học" và ví nó với loạt phim truyền hình The X-Files, dù vẫn giữ nguyên vẹn "sự cuồng loạn đến khó thở" của Keel". Meehan nhận xét rằng "Người ngoài hành tinh thốt ra những lời tiên tri hiếm thấy trong tài liệu về UFO". 
Ngược lại với Meehan, tác giả Jason Horsley tuyên bố The Mothman Prophecies "có lẽ là sự mô tả hiệu quả nhất về thế lực ma quỷ đang hoạt động" trong nền điện ảnh Mỹ. Horsley đánh giá cách tiếp cận truyền thuyết Người bướm của nó là mô tả "bản chất tâm thần phân liệt của thực tế", hoàn thành mục đích "mặc khải" trong phim kinh dị, vì nó "loại bỏ lớp vỏ thoải mái của thực tế đồng thuận để lộ ra vực thẳm sôi sục của sự phi lý." Horsley cho rằng Người bướm trong phim đến từ một chiều không gian khác, nhưng không ở dạng "tồn tại vật chất", nó cũng là sản phẩm của tâm trí cư dân của Point Pleasant, dựa trên "năng lượng vô hình và phi cá nhân." Người bướm, được Horsley xác định là "sứ giả của bản năng", được miêu tả trong phim mang dáng vẻ tự nhiên như dòng điện.

## Sản xuất
Carl Franklin ban đầu được bổ nhiệm làm đạo diễn cho kịch bản đặc tả của Richard Hatem trước khi thuê Mark Pellington. Pellington từ chối nhiều bản thảo kịch bản như những cách diễn giải theo nghĩa đen cuốn sách của Keel, và mong muốn khám phá kịch tính tâm lý ở các nhân chứng UFO.
Trên thực tế, 46 người chết trong vụ sập cầu Silver chứ không phải 36 người như miêu tả trong phim. Tuyên bố của bộ phim ở phần cuối về vụ sập cây cầu này không bao giờ được giải thích là sai; sự việc được phát hiện là do thanh có tai treo nằm trong dây treo bị hỏng vào năm 1971, rất lâu trước khi xuất bản cuốn sách dựa trên phim, chứ chưa nói đến phim.

### Quay phim

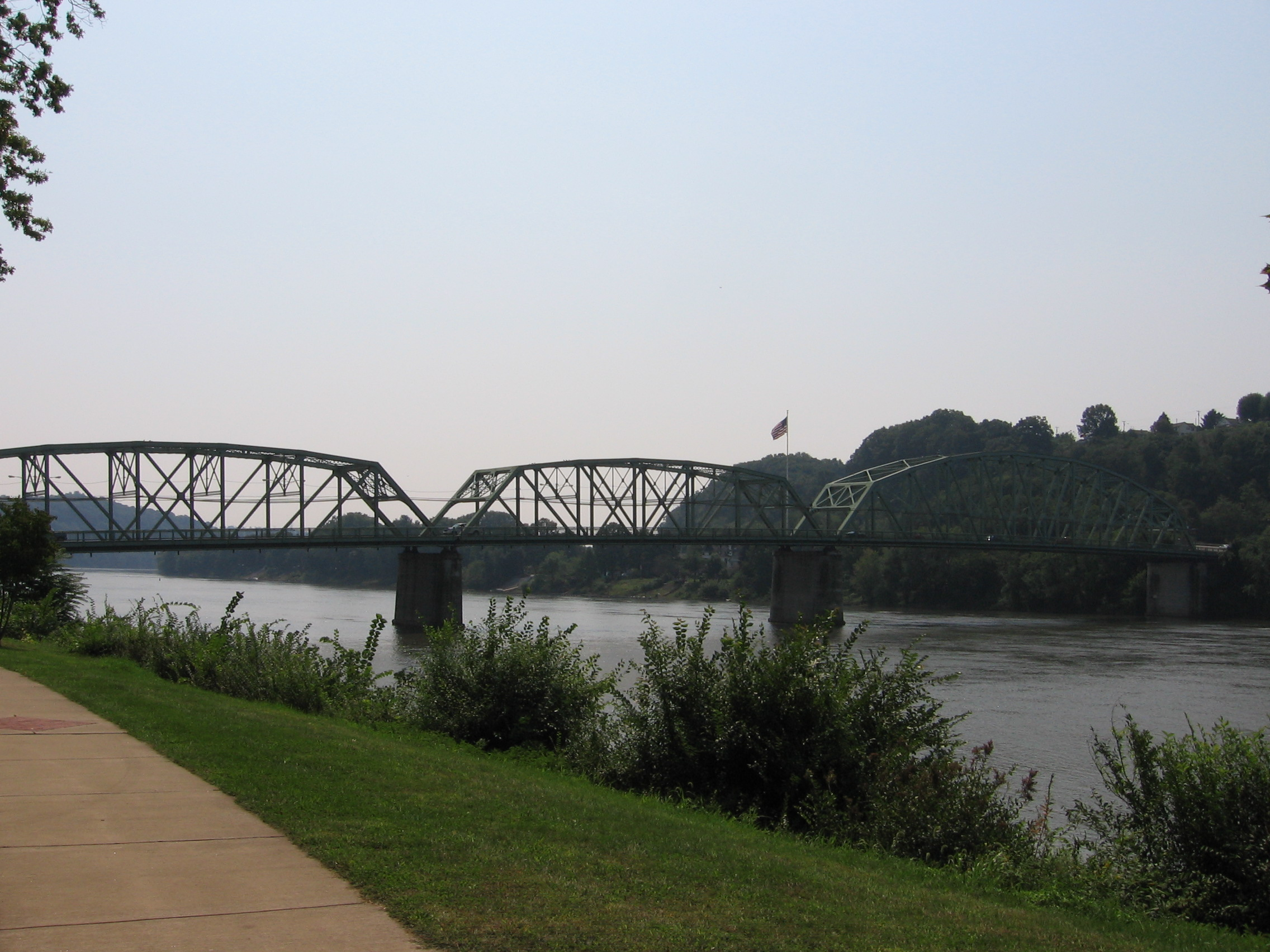
Cầu Kittanning Citizens

Ngoài một số cảnh mở đầu được quay ở Washington, D.C., phần lớn phim được quay ở các khu vực Pittsburgh và Kittanning tại Pennsylvania. Cảnh Gere ngồi trên ghế đá công viên trong khuôn viên Đại học Pittsburgh. Các phân đoạn dựng phim trên đường được quay tại con Đường Pennsylvania số 28 và các cảnh ở Chicago được quay hoàn toàn ở khu vực xung quanh Quảng trường Mellon và Nhà thờ Trinity của trung tâm thành phố Pittsburgh cũng như lối vào Câu lạc bộ Duquesne. "Nhà máy Hóa chất" trong phim thực chất là một nhà máy điện thuộc sở hữu của hãng Reliant Energy tại Elrama, Pennsylvania. Nhà trọ Avalon Motor nằm trong Eighty Four, Pennsylvania, mặc dù các cảnh quay trong nhà được xây dựng thành các bối cảnh riêng biệt vì bầu không khí của quán trọ không thể đáp ứng được quá trình sản xuất. Cảnh Point Pleasant được quay ở Kittanning. Các cảnh trong bệnh viện được quay tại Trung tâm Y tế St. Frances, hiện là địa điểm của Bệnh viện Nhi đồng Pittsburgh.
Vụ sập cầu Silver thực chất được quay tại cầu Kittanning Citizens ở trung tâm thành phố Kittanning. Các cảnh quay tại nhà của Gordon Smallwood được quay ở Quận Washington trên Đường Pennsylvania số 917. Sân bay Quận Allegheny, ở vùng ngoại ô Pittsburgh của West Mifflin, được dùng làm bối cảnh cho các cảnh quay ở sân bay. Bất chấp việc di dời này, một số sĩ quan cảnh sát từ Point Pleasant vẫn xuất hiện với tư cách là nhân vật phụ.

### Âm nhạc
Phần âm nhạc của phim do phòng thí nghiệm sáng tạo Tomandandy sáng tác. Ngày 22 tháng 1 năm 2002, Lakeshore Records phát hành phiên bản hai đĩa nhạc phim.
| The Mothman Prophecies: Music from the Motion Picture (Disc 1) | The Mothman Prophecies: Music from the Motion Picture (Disc 1) | The Mothman Prophecies: Music from the Motion Picture (Disc 1) |
| STT                                                            | Nhan đề                                                        | Thời lượng                                                     |
| -------------------------------------------------------------- | -------------------------------------------------------------- | -------------------------------------------------------------- |
| 1.                                                             | "Half Light (single) (Low with tomandandy)"                    | 4:23                                                           |
| 2.                                                             | "Wake Up #37 (King Black Acid)"                                | 5:37                                                           |
| 3.                                                             | "Haunted (King Black Acid)"                                    | 5:03                                                           |
| 4.                                                             | "One and Only (King Black Acid)"                               | 1:59                                                           |
| 5.                                                             | "Collage (Glenn Branca)"                                       | 1:05                                                           |
| 6.                                                             | "Great Spaces (King Black Acid)"                               | 5:19                                                           |
| 7.                                                             | "Rolling Under (King Black Acid)"                              | 5:26                                                           |
| 8.                                                             | "Half Life (King Black Acid)"                                  | 4:13                                                           |
| 9.                                                             | "Soul Systems Burn (King Black Acid)"                          | 5:35                                                           |
| 10.                                                            | "Half Light (tail credit) (Low with tomandandy)"               | 6:46                                                           |
| Tổng thời lượng:                                               | Tổng thời lượng:                                               | 44:05                                                          |

| The Mothman Prophecies: Music from the Motion Picture (Disc 2) | The Mothman Prophecies: Music from the Motion Picture (Disc 2)                                                             | The Mothman Prophecies: Music from the Motion Picture (Disc 2) |
| STT                                                            | Nhan đề | Thời lượng                                                     |
| -------------------------------------------------------------- | --- | -------------------------------------------------------------- |
| 1.                                                             | "Movement 1: Composed of 12 Members/ Retrace/ A New Home/ MRI/ Welcome To Point Pleasant"                                  | 8:05                                                           |
| 2.                                                             | "Movement 2: Point Pleasant/ Seeing Strange Things/ It's a Voice and It's Saying, Do Not Be Afraid/ He's Wrong/ Denver 9"  | 7:32                                                           |
| 3.                                                             | "Movement 3: I Had a Dream Like That/ Not From Human Vocal Chords/ Zone Of Fear/ Ring Ring/ Leek/ Leek Wouldn't See Me"    | 9:53                                                           |
| 4.                                                             | "Movement 4: All At Once, I Understand, Everything/ Do You Know That Woman?/ The Tape Reveals/ We Are Not Allowed To Know" | 7:36                                                           |
| 5.                                                             | "Movement 5: It's How I Ended Up Here/ Airport/ I Have To Go"                                                              | 4:25                                                           |
| 6.                                                             | "Movement 6: We Have Dinner At 6, And We Open Presents At 8/ 12:00 Call"                                                   | 3:51                                                           |
| 7.                                                             | "Movement 7: The Bridge"                                                                                                   | 8:21                                                           |
| 8.                                                             | "Movement 8: Mirror Drone/ John's Theme/ Cellos"                                                                           | 9:40                                                           |
| Tổng thời lượng:                                               | Tổng thời lượng: | 58:03                                                          |

## Phát hành
Sau khi bộ phim được ra rạp vào ngày 25 tháng 1 năm 2002, nhà văn Brad Steiger nhận thấy Point Pleasant đã trở thành tâm điểm cho việc quảng bá phim này. Hoạt động tiếp thị trên truyền hình và áp phích nhấn mạnh tuyên bố rằng nó "dựa trên các sự kiện có thật", bất chấp tiền đề siêu nhiên và sự thừa nhận của Pellington rằng biến cố này đã được sắp xếp lại thành một câu chuyện hư cấu.
Ngày 4 tháng 6 năm 2002, ấn bản Vùng 1 của bộ phim được phát hành trên DVD. Các tính năng đặc biệt bao gồm phần bình luận bằng âm thanh của Pellington, một bộ phim tài liệu có tựa đề Search for the Mothman, và tập phim ngắn "Day by Day: A Director's Journey – The Road In". Ở Vùng 2, một DVD đã được xuất bản bao gồm Search for the Mothman cũng như các cuộc phỏng vấn Gere, Linney và Patton.

## Đón nhận

### Phê bình
Trong giới phê bình chính thống ở Mỹ, bộ phim này nhận được nhiều đánh giá trái chiều. Rotten Tomatoes cho biết 52% trong số 140 nhà phê bình lấy mẫu đánh giá tích cực về bộ phim, với điểm trung bình là 5,50/10. Sự đồng thuận của trang web chỉ đơn giản gắn nhãn cho nó là "Một bộ phim kinh dị rùng rợn đặt ra nhiều câu hỏi hơn là câu trả lời". Tại Metacritic, nơi ấn định mức điểm bình quân trọng số trên 100 dành cho bài đánh giá của nhà phê bình, The Mothman Prophecies nhận được số điểm 52 dựa trên 32 bài đánh giá. Năm 2003, bộ phim đoạt giải Best Sound Editing: Music in a Feature Film từ hội Motion Picture Sound Editors.
Roger Ebert của tờ Chicago Sun-Times đã cho bộ phim hai trên bốn sao, nhận định phim này thiếu tập trung, nhưng khen ngợi sự chỉ đạo của Mark Pellington "người có khả năng chỉ huy máy quay, nhịp độ và hiệu ứng tổng thể rất tốt, nó xứng đáng có một kịch bản hay hơn". Nhà phê bình Elvis Mitchell của tờ The New York Times nhận xét phim này "im lặng và mượt mà" nhưng "không khác gì một đoạn vừa đủ của thể loại phim mùa đông ảm đạm". Stephen Hunter của tờ The Washington Post bác bỏ phim này kiểu như "toàn là tin đồn: Đây là quá trình quay phim đang trên bờ vực khủng hoảng và âm nhạc kỳ lạ trong việc tìm kiếm một nhà soạn nhạc", và nói đùa khi thấy nó "giống như bị một nhóm diễn viên theo phương pháp diễn xuất đặc biệt mang đậm tính côn đồ cướp bóc trong một con hẻm". Trong tạp chí Variety, Robert Koehler tuyên bố rằng phim này "đi lang thang khỏi bầu khí quyển bền vững của nó để đi vào những lối đi vòng vèo chứa lời giải thích ngớ ngẩn". Đối với The Guardian, Bob Rickard biện minh cho phim này là "một cuộc khám phá thông minh và đầy sáng tạo về thế giới trơn trượt, mộng mơ của những kẻ 'đến quá gần'".

### Phòng vé
The Mothman Prophecies mở màn tại phòng vé Mỹ vào ngày 25 tháng 1 năm 2002, thu về 11.208.851 USD trong tuần đầu tiên công chiếu nhưng không lọt vào top 5 phim có doanh thu cao nhất. Cuối cùng, nó đã thu được 35.746.370 USD ở Mỹ và 19.411.169 USD ở thị trường nước ngoài với tổng doanh thu trên toàn thế giới là 55.157.539 USD.

## Tương lai
Tháng 10 năm 2023, Pellington thông báo rằng một loạt phim phát trực tuyến hiện đang được phát triển; đồng thời tuyên bố rằng các chi tiết khác được tiết lộ sau.